# Mahinda
Mahinda  (лат.) — род ос-блестянок из подсемейства Amiseginae.

## Распространение
Юго-Восточная Азия: Вьетнам, острова Борнео, Сулавеси (Индонезия), Шри-Ланка.

## Описание
Мелкие осы-блестянки со стебельчатым брюшком. Длина около 5 мм. Основная окраска тела буровато-чёрная. 
Голова без затылочного киля, щёчные бороздки развиты. Пронотум выпуклый, равен по длине скутуму (метанотум почти равен длине скутеллюма). Проподеум угловатый, зубчатый. Мезоплеврон пунктированный, без бороздок (у самцов омаулюс отсутствует). Самцы крылатые, самки бескрылые (самцы известны только у одного типового вида, у других видов они пока не обнаружены). Коготки лапок зубчатые. Предположительно как и другие блестянки паразитоиды. Род был впервые выделен в 1983 году американским гименоптерологом Карлом Кромбейном (Karl V. Krombein; Department of Entomology, National Museum of Natural History, Smithsonian Institution, Вашингтон, США). Включает 4 вида.
- Mahinda bo
- Mahinda borneensis
- Mahinda saltator
- Mahinda sulawesiensis